# Casa de Sefarad
La Casa de Sefarad è un museo dedicato alla storia e alla cultura degli ebrei sefarditi.

## Storia
Il museo, ubicato nel quartiere ebraico di Cordova vicino alla sinagoga, è stato realizzato con il restauro e la riconversione di un'antica casa ebraica risalente al XIV secolo. Il museo è stato inaugurato nel 2006.

## Descrizione
La Casa de Sefarad contiene otto sale che affrontano diversi temi: la vita domestica, la musica sefardita, la Judería di Cordova (il quartiere ebraico della città), la sinagoga che contiene diversi elementi liturgici e non liturgici legati a questa istituzione fondamentale della religione e della cultura ebraica, le diverse feste sefardite che contiene oggetti utilizzati nelle festività sefardite con una breve spiegazione degli stessi, le donne famose della storia dell'Al-Andalus con una collezione pittorica di José Luis Muñoz di Córdoba, dell'Inquisizione della regione di Cordoba e dello studioso sefardita Mosè Maimonide.
Dispone di una mostra permanente e di una biblioteca specializzata.